# Pleurocera
Pleurocera é um género de gastrópode  da família Pleuroceridae.

## Espécies
Este género contém as seguintes espécies:
- Pleurocera acuta
- Pleurocera alveare
- Pleurocera annulifera
- Pleurocera brumbyi
- Pleurocera canaliculata
- Pleurocera corpulenta
- Pleurocera curta
- Pleurocera foremani
- Pleurocera postelli
- Pleurocera pyrenella
- Pleurocera showalteri
- Pleurocera walkeri